# 景観開花
景観開花。（けいかんかいか。）は東北大学 景観開花。実行委員会主催による土木デザイン設計競技。2004年から本設計競技は毎年秋頃、宮城県仙台市を舞台に繰り広げられる。アイデアコンペティション形式での設計競技は建築デザイン分野においては、頻繁に行われる催しであるが、土木分野においては珍しい。各賞決定のプロセスは、数ある応募作品の中から一次審査通過作品と協賛企業冠賞を数点選出。後日、公開審査を行い最優秀賞1点、優秀賞1点、佳作数点が決定される。
2004年から16回にわたり行われてきたが、2019年の1年の休止を経た後、「新・景観開花。」としてリニューアルした。

## テーマ
- 2004年 『新時代の橋梁デザイン』
- 2005年 『新時代の土木構造デザイン』
- 2006年 『川』
- 2007年 『道の駅』
- 2008年 『駅と駅との新しいつながり』
- 2009年 『新時代のダム環境デザイン』
- 2010年 『新時代の高架橋デザイン』
- 2011年 『未来へつなぐ街路デザイン』
- 2012年 『未来へつなぐ防潮堤デザイン』
- 2013年 『未来へつなぐ防災まちづくりデザイン』
- 2014年 『集う』
- 2015年 『活かす』
- 2016年 『相互作用』
- 2017年 『新陳代謝』
- 2018年 『映える』
- 2020年 『Re:ver. Space』
- 2021年 『Pre-Coastruction　～来たる災害に備えた新時代の海岸空間をデザインせよ～』
- 2022年 『Multi-funAction　多機能橋梁空間』
- 2023年 『Nature-based Solution』
- 2024年 『Oregional Transport Hub　～選ばれる街に求められる交通結節点をデザインせよ～』
- 2025年 『CONVERSION Doboku　-時間, 空間, 転換。-』

## 歴代審査委員
| 回数（年）       | 審査委員長 | 審査員     | 審査員   | 審査員   | 審査員     |
| ---------------- | ---------- | ---------- | -------- | -------- | ---------- |
| 第1回（2004年）  | 篠原修     | 阿部仁史   | 小野寺康 | 西村浩   |            |
| 第2回（2005年）  | 篠原修     | 阿部仁史   | 小野寺康 | 西村浩   | 三浦健也   |
| 第3回（2006年）  | 篠原修     | 伊藤登     | 小野寺康 | 本江正茂 |            |
| 第4回（2007年）  | 篠原修     | 五十嵐太郎 | 小野寺康 | 栗生明   |            |
| 第5回（2008年）  | 篠原修     | 五十嵐太郎 | 西村浩   | 韓亜由美 |            |
| 第6回（2009年）  | 篠原修     | 五十嵐太郎 | 西村浩   | 石川幹子 |            |
| 第7回（2010年）  | 篠原修     | 五十嵐太郎 | 西村浩   |          |            |
| 第8回（2011年）  | 篠原修     | 五十嵐太郎 | 西村浩   |          |            |
| 第9回（2012年）  | 篠原修     | 五十嵐太郎 | 西村浩   | 福屋粧子 |            |
| 第10回（2013年） | 篠原修     | 五十嵐太郎 | 西村浩   | 首藤伸夫 |            |
| 第11回（2014年） | 篠原修     | 五十嵐太郎 | 西村浩   | 木下斉   | 若林幹夫   |
| 第12回（2015年） | 篠原修     | 五十嵐太郎 | 西村浩   | 木下斉   | 八馬智     |
| 第13回（2016年） | 篠原修     | 五十嵐太郎 | 西村浩   | 木下斉   | 長谷川浩己 |
| 第14回（2017年） | 篠原修     | 五十嵐太郎 | 西村浩   | 木下斉   | 饗庭伸     |
| 第15回（2018年） | 篠原修     | 五十嵐太郎 | 西村浩   | 木下斉   | 八馬智     |
| 第16回（2020年） | 篠原修     | 岩瀬諒子   | 西村浩   | 忽那裕樹 | 崎谷浩一郎 |
| 第17回（2021年） | 篠原修     | 阿部俊彦   | 内藤廣   | 八馬智   | 臂徹       |
| 第18回（2022年） | 篠原修     | 南雲勝志   | 西村浩   | 松井幹雄 | 渡邉竜一   |
| 第19回（2023年） | 篠原修     | 石川初     | 西村浩   | 知花武佳 | 長谷川浩己 |
| 第20回（2024年） | 篠原修     | 泉英明     | 西村浩   | 乾久美子 | 神田昌幸   |
| 第21回（2025年） | 西村浩     | 崎谷浩一郎 | 西村祐人 | 馬場正尊 |            |

- 篠原修（土木設計家） - 2004年～2024年（全ての回で審査委員長を務める）
- 阿部仁史（建築家） - 2004～2005年
- 小野寺康（建築家、都市設計家） - 2004～2007年
- 西村浩（土木設計家、建築家） - 2004～2005年、2008年～2020年、2022年～2024年
- 三浦健也（構造設計家） - 2005年
- 伊藤登（風景計画家） - 2006年
- 本江正茂（建築家） - 2006年
- 五十嵐太郎（建築評論家） - 2007年～2018年
- 栗生明（建築家） - 2007年
- 韓亜由美（アーバンスケープアーキテクト） - 2008年
- 石川幹子（ランドスケープアーキテクト） - 2009年
- 福屋粧子（建築家） - 2012年
- 首藤伸夫（防災専門家） - 2013年
- 木下斉（地方再生人） - 2014年～2018年
- 若林幹夫（社会学者） - 2014年
- 八馬智（土木デザイン研究者・都市鑑賞者） - 2015年、2018年、2021年
- 長谷川浩己（ランドスケープ・アーキテクト） - 2016年、2023年
- 饗庭伸（工学者・都市計画家） - 2017年
- 岩瀬諒子（建築家） - 2020年
- 忽那裕樹（ランドスケープデザイナー） - 2020年
- 崎谷浩一郎（株式会社イー・エー・ユー 代表取締役） - 2020年、2025年
- 阿部俊彦（立命館大学准教授） - 2021年
- 内藤廣（建築家） - 2021年
- 臂徹（都市プランナー、デザイナー） - 2021年
- 南雲勝志（デザイナー） - 2022年
- 松井幹雄（大日本コンサルタント株式会社執行役員） - 2022年
- 渡邉竜一（株式会社ネイ＆パートナーズジャパン） - 2022年
- 石川初（ランドスケープアーキテクト） - 2023年
- 知花武佳（政策研究大学院大学 教授） - 2023年
- 泉英明（有限会社ハートビートプラン 代表取締役） - 2024年
- 乾久美子（建築家） - 2024年
- 神田昌幸（国土交通省技官） - 2024年
- 西村祐人（修復建築家） - 2025年
- 馬場正尊（建築家、建築評論家） - 2025年

## 歴代受賞作品・受賞者
| 受賞回           | 賞       | 作品名                                                                     | 受賞者                                                                      |
| ---------------- | -------- | -------------------------------------------------------------------------- | --------------------------------------------------------------------------- |
| 第1回（2004年）  | 最優秀賞 | the vanishing bridge                                                       | 東野さやか 南俊允                                                           |
| 第1回（2004年）  | 優秀賞   | PARK BRIDGE                                                                | 内山隆弘 手塚勝也                                                           |
| 第2回（2005年）  | 最優秀賞 | 浮橋                                                                       | 松浦真樹 佐々木麗 大沼美咲                                                  |
| 第2回（2005年）  | 優秀賞   | 建築的棚田に斜面補強                                                       | 小畑智之                                                                    |
| 第3回（2006年）  | 最優秀賞 | ODOI-ONSEN Project                                                         | 森岡俊介                                                                    |
| 第3回（2006年）  | 優秀賞   | 脱・浸水区域 ―ダツ・シンスイクイキ―                                        | 西田佳祐 坂井遼 白井健太郎 伊藤豪基                                         |
| 第4回（2007年）  | 最優秀賞 | 道の駅 千住                                                                | 照井丈大 伊藤啓輔 永山悟                                                    |
| 第4回（2007年）  | 優秀賞   | 門                                                                         | 梅野慎也 幸康史 池田沙瑛子 山住修平                                         |
| 第5回（2008年）  | 最優秀賞 | 該当なし                                                                   | 該当なし                                                                    |
| 第5回（2008年）  | 優秀賞   | float                                                                      | 南瑛記 今豪志                                                               |
| 第5回（2008年）  | 優秀賞   | マチエキ物語                                                               | 三谷祐一郎 小野間良 角皆貴紀 並木義和 宮田翔平 飯沼神二郎 岡田裕司 高野裕作 |
| 第5回（2008年）  | 優秀賞   | 遠くにある改札                                                             | 稲山雅大 佐々木翔 平尾雅之 井上宗則                                         |
| 第6回（2009年）  | 最優秀賞 | BIO-DAM PROGRAM                                                            | 諏佐圭太郎                                                                  |
| 第6回（2009年）  | 優秀賞   | 巨大生物のような・・・えさは水                                             | 砂田智祥 小松秀暢                                                           |
| 第7回（2010年）  | 最優秀賞 | 高架スケープ 高架橋がランドスケープになる                                  | 秋山隆紀 赤井文 栗原季佐 高橋祐平                                           |
| 第7回（2010年）  | 優秀賞   | ICONIC SCAPE 「構造を担保する」土木 ×「街へ還元する」建築 = 新時代の高架橋 | 平野晴香 林直毅                                                             |
| 第8回（2011年）  | 最優秀賞 | ほねまち ―津波に強い平野のまち―                                            | 松本亜味 鈴木南 北岡正裕 作田裕花                                           |
| 第8回（2011年）  | 優秀賞   | 街風景のPOLY-MORPHISM                                                      | 長澤将皓 渡邊優 谷口亮 間瀬史朗 東小薗拓真 池原樹里 村田直哉 張可佳         |
| 第9回（2012年）  | 最優秀賞 | わたしのまちの堤防の家                                                     | 塩田一弥 江川拓未 根本周                                                    |
| 第9回（2012年）  | 優秀賞   | 生きること、見えること。                                                   | 高柳誠也 安田尚央 田中周平                                                  |
| 第10回（2013年） | 最優秀賞 | 祭りに誘われて                                                             | 野中美和 大島堅太 宮崎和也 堀昭仁                                           |
| 第10回（2013年） | 優秀賞   | 山際の作法 ～一歩進んで二歩下がる～                                        | 浅井淳平 有田昌弘 山崎明日香 宮坂知成                                       |
| 第11回（2014年） | 最優秀賞 | 地方都市の居場所 ―駅前に人々が集まってにぎわいをつくる―                    | 鈴木翼                                                                      |
| 第11回（2014年） | 優秀賞   | 水槽のあるまち ～地場産業のリノベーションによる集いの創出～                | 坂場論士 萩森大佑 芳賀徹也 平野綾子 北村亮輔                                |
| 第12回（2015年） | 最優秀賞 | 山へ還す                                                                   | 三田恭裕 鈴木寛人                                                           |
| 第12回（2015年） | 優秀賞   | うごき、かわり、つづくまち。〜縁石を「活かして」〜                         | 金山りさ 福井美瑳 表佑佳 岩崎遥華 池田駿希                                  |
| 第13回（2016年） | 最優秀賞 | 海と山の甘い関係                                                           | 小粥慶子                                                                    |
| 第13回（2016年） | 優秀賞   | むろかまち ～雪をミカタに～                                                | 横溝和憲 畠村光 明石茜衣 沓掛雅彦 東悠介 佐藤古都子 グデヒョン 村松幹允     |
| 第14回（2017年） | 最優秀賞 | テトラポッドシティ                                                         | 村上小百合 武者美波                                                         |
| 第14回（2017年） | 優秀賞   | 創造的スラム ーはみ出し者の居場所 百軒店ー                                 | 渡部美香 安富佳菜子 永門航                                                  |
| 第15回（2018年） | 最優秀賞 | 水龍の背に乗る                                                             | 田口凌介 秋山聖 笠本蒼太 加藤大地 堀川竣矢 内田和也 松山美里 中熊一徳       |
| 第15回（2018年） | 優秀賞   | 水面都市                                                                   | 中村遥 土田栞                                                               |
| 第16回（2020年） | 最優秀賞 | 雪代を澄ます                                                               | 横畑佑樹 根本一希 中村数基 藤田大輝 小林功基 有馬成美                       |
| 第16回（2020年） | 優秀賞   | 川に還る                                                                   | 上林就 網倉朔太郎 五三裕太 児玉創 BaiTiantian                               |
| 第17回（2021年） | 最優秀賞 | 島原郷 –七島で編み出す原風景の再構築-                                      | 鷲見泰成 柴田恭輔 宮嵜果鈴 山口賢人 阿南陸 内野絢香 欧静寧 鶴薗敦也         |
| 第17回（2021年） | 優秀賞   | 持続する千二百姓                                                           | 網倉朔太郎 上林就                                                           |
| 第18回（2022年） | 最優秀賞 | はし わたし                                                                | 疋田結子 土居彩葉 西田隼 細川明日香 山田竜司                                |
| 第18回（2022年） | 優秀賞   | ゆいを耕す                                                                 | 大村瑛太 杉本達宏 西川仁 朴相琥 森田葵 中野渡凌 長谷川碧                    |
| 第19回（2023年） | 最優秀賞 | 分水鉄道 -インフラによる都市水害との共生-                                  | 三木歩嵩 宮嵜果鈴 古井悠介                                                  |
| 第19回（2023年） | 優秀賞   | ちょっとずつ濡れる暮らし                                                   | 中野渡凌 西山椋太 大塚彪雅 西川仁 呉暁龍 中山智貴 茅沼耕平                  |
| 第20回（2024年） | 最優秀賞 | よりまち 〜”まちに寄る”まちの在り方〜                                      | 細谷雪野 細江真生 小松優馬                                                  |
| 第20回（2024年） | 優秀賞   | 垣をほどく                                                                 | 宮川朗 青木佑太朗 山田蓮人 菱田佑樹 駒月健太 舩田颯太                       |
| 第21回（2025年） | 最優秀賞 |                                                                            |                                                                             |
| 第21回（2025年） | 優秀賞   |                                                                            |                                                                             |

## 主催
- 東北大学工学部建築・社会環境工学科 景観研究室
- 景観開花。実行委員会